# Danionella cerebrum
Danionella cerebrum — вид коропоподібних риб родини данієвих (Danionidae). Описаний у 2021 році.

## Поширення
Ендемік М'янми. Відомий з низки струмків на південних і східних схилах гірського хребта Пегу-Йома.

## Назва
Назва виду cerebrum з латинської мови означає «мозок», і посилається на той факт, що ця риба володіє одним із найменших мозків серед хребетних і риба стала перспективним новим модельним видом для нейрофізіологічних досліджень.

## Опис
Довжина дорослої особини — 10-12 міліметрів. Ця риба не має луски, а її тіло і голова є такими прозорими, що видно внутрішні органи і навіть мозок. У риби відсутня кришка черепа, тому вона є ідеальною моделлю для нейрофізіологічних досліджень. Головна відмінна риса риби — крихітний мозок, який є найменшим з усіх відомих видів хребетних.

## Звуки
Ця риба видає найгучніший звук для свого розміру серед усіх риб, що перевищує 140 децибелів, використовуючи м'язи для напруження хряща; цей звук вивільняється, щоб вдарити по плавальному міхуру. Звук, ймовірно, використовується для внутрішньовидової комунікації, оскільки найгучніші самці ефективно пригнічують звукові сигнали інших самців.